# Eccellenza Molise 2004-2005
Il campionato italiano di calcio di Eccellenza regionale 2004-2005 è stato il quattordicesimo organizzato in Italia. Rappresenta il sesto livello del calcio italiano.
Questi sono i gironi organizzati dal comitato regionale della regione Molise.

## Squadre partecipanti
| Club                          | Città (provincia)                | Stadio o campo sportivo | Stagione precedente |
| ----------------------------- | -------------------------------- | ----------------------- | ------------------- |
| A.S. Atletico Trivento        | Trivento (CB)                    | A. Santianni            |                     |
| U.S. Campobasso 1919          | Campobasso                       | Nuovo Campo Selva Piana |                     |
| S.S. Campobasso Calcio        | Campobasso                       | Nuovo Romagnoli         |                     |
| A.S. Cerrese                  | Cerro al Volturno (IS)           | Campo Comunale          |                     |
| Pol. Civitas                  | Civitanova del Sannio (IS)       | Campo Comunale          |                     |
| F.C. Guglionesi               | Guglionesi (CB)                  | Campo Comunale          |                     |
| Pol. Mafalda                  | Mafalda (CB)                     | Campo Comunale          |                     |
| U.S. Calcio Montenero         | Montenero di Bisaccia (CB)       | V. De Santis            |                     |
| Pol. Nuovo Campobasso Calcio  | Campobasso                       | Nuovo Romagnoli         |                     |
| Pol. Olimpia Agnonese         | Agnone (IS)                      | Stadio Comunale         |                     |
| A.C. Petacciato               | San Salvo (CH)                   | Stadio Dino Bucci       |                     |
| A.S. San Giacomo Basso Molise | San Giacomo degli Schiavoni (CB) | Campo Comunale          |                     |
| U.S. San Martino              | San Martino in Pensilis (CB)     | S. Leo                  |                     |
| A.S. Santeliana               | Sant'Elia a Pianisi (CB)         | Pr. A.A. Caracciolo     |                     |
| S.S. Sesto Campano            | Sesto Campano (IS)               | Campo Comunale          |                     |
| U.S. Termoli                  | Termoli (CB)                     | Gino Cannarsa           |                     |

## Classifica finale
|  | Pos. | Squadra                  | Pt | G  | V  | N  | P  | GF | GS | DR  |
|  | ---- | ------------------------ | -- | -- | -- | -- | -- | -- | -- | --- |
|  | 1.   | Nuovo Campobasso         | 77 | 30 | 24 | 5  | 1  | 66 | 19 | +47 |
|  | 2.   | Termoli                  | 64 | 30 | 19 | 7  | 4  | 62 | 26 | +36 |
|  | 3.   | Montenero                | 55 | 30 | 15 | 10 | 5  | 50 | 25 | +25 |
|  | 4.   | Olimpia Agnonese         | 55 | 30 | 17 | 4  | 9  | 37 | 28 | +9  |
|  | 5.   | Campobasso Calcio        | 50 | 30 | 13 | 11 | 6  | 38 | 24 | +14 |
|  | 6.   | San Martino              | 50 | 30 | 13 | 11 | 6  | 40 | 28 | +12 |
|  | 7.   | Atletico Trivento        | 44 | 30 | 12 | 8  | 10 | 40 | 38 | +2  |
|  | 8.   | Sesto Campano            | 40 | 30 | 12 | 4  | 14 | 45 | 40 | +5  |
|  | 9.   | Petacciato               | 40 | 30 | 11 | 7  | 12 | 34 | 33 | +1  |
|  | 10.  | Civitas                  | 36 | 30 | 9  | 9  | 12 | 31 | 37 | -6  |
|  | 11.  | Guglionesi               | 33 | 30 | 8  | 9  | 13 | 48 | 53 | -5  |
|  | 12.  | San Giacomo Basso Molise | 32 | 30 | 7  | 11 | 12 | 29 | 40 | -11 |
|  | 13.  | Campobasso 1919          | 30 | 30 | 7  | 9  | 14 | 29 | 49 | -20 |
|  | 14.  | Mafalda                  | 26 | 30 | 7  | 5  | 18 | 25 | 53 | -28 |
|  | 15.  | Santeliana               | 22 | 30 | 5  | 7  | 18 | 26 | 52 | -26 |
|  | 16.  | Cerrese                  | 6  | 30 | 1  | 3  | 26 | 21 | 76 | -55 |

## Spareggi

### Spareggio 5º posto
|                   | Risultati |             | Luogo e data          |
| ----------------- | --------- | ----------- | --------------------- |
| Campobasso Calcio | 2 - 1     | San Martino | Bojano, 5 maggio 2005 |
|                   |           |             |                       |

### Play-off

#### Semifinali

##### Andata
|                   | Risultati |           | Luogo e data              |
| ----------------- | --------- | --------- | ------------------------- |
| Campobasso Calcio | 0 - 3     | Termoli   | Campobasso, 8 maggio 2005 |
| Olympia Agnonese  | 0 - 0     | Montenero | Agnone, 8 maggio 2005     |
|                   |           |           |                           |

##### Ritorno
|           | Risultati |                   | Luogo e data                          |
| --------- | --------- | ----------------- | ------------------------------------- |
| Termoli   | 1 - 0     | Campobasso Calcio | Termoli, 15 maggio 2005               |
| Montenero | 2 - 2     | Olympia Agnonese  | Montenero di Bisaccia, 15 maggio 2005 |
|           |           |                   |                                       |

#### Finale
|           | Risultati   |         | Luogo e data               |
| --------- | ----------- | ------- | -------------------------- |
| Montenero | 3 - 2 (dts) | Termoli | Campobasso, 22 maggio 2005 |
|           |             |         |                            |

#### Play-out

##### Andata
|            | Risultati |                          | Luogo e data                       |
| ---------- | --------- | ------------------------ | ---------------------------------- |
| Mafalda    | 3 - 1     | Campobasso 1919          | Mafalda, 8 maggio 2005             |
| Santeliana | 0 - 0     | San Giacomo Basso Molise | Sant'Elia a Pianisi, 8 maggio 2005 |
|            |           |                          |                                    |

##### Ritorno
|                          | Risultati |            | Luogo e data                                |
| ------------------------ | --------- | ---------- | ------------------------------------------- |
| Campobasso 1919          | 3 - 1     | Mafalda    | Campobasso, 15 maggio 2005                  |
| San Giacomo Basso Molise | 3 - 0     | Santeliana | San Giacomo degli Schiavoni, 15 maggio 2005 |
|                          |           |            |                                             |